# 7153 Vladzakharov
7153 Vladzakharov è un asteroide della fascia principale. Scoperto nel 1975, presenta un'orbita caratterizzata da un semiasse maggiore pari a 2,3504190 UA e da un'eccentricità di 0,1309021, inclinata di 2,91197° rispetto all'eclittica. È intitolato a Vladimir Evgen'evič Zacharov, fisico e matematico russo.